# Anizy-le-Grand
Anizy-le-Grand ist eine französische Gemeinde mit 2.510 Einwohnern (Stand: 1. Januar 2022) im Département Aisne in der Region Hauts-de-France. Sie gehört zum Arrondissement Laon und zum Kanton Laon-1.
Sie entstand als Commune nouvelle mit Wirkung vom 1. Januar 2019 durch die Zusammenlegung der bisherigen Gemeinden Anizy-le-Château, Faucoucourt und Lizy, die in der neuen Gemeinde den Status einer Commune déléguée haben. Der Verwaltungssitz befindet sich im Ort Anizy-le-Château.

## Geographie
Die Gemeinde liegt rund zwölf Kilometer südwestlich von Laon. An der Südgrenze findet sich der Fluss Ailette mit dem parallel verlaufenden Canal de l’Oise à l’Aisne. Das Gemeindegebiet durchquert der Grand-Marais Graben, ein bewaldetes Feuchtgebiet mit mehreren kleinen Seen und Tümpeln.

### Nachbargemeinden
Umgeben ist Anizy-le-Grand von den Nachbargemeinden Cessières-Suzy im Nordosten, Bourguignon-sous-Montbavin im Osten, Merlieux-et-Fouquerolles im Südosten, Pinon und Vauxaillon im Süden, Landricourt und Quincy-Basse im Südwesten, Brancourt-en-Laonnois im Westen sowie Wissignicourt im Nordwesten.

### Gemeindegliederung
| Ortsteil                           | ehemaliger INSEE-Code | Fläche (km²) | Einwohnerzahl zum 1. Januar 2022 |
| ---------------------------------- | --------------------- | ------------ | -------------------------------- |
| Anizy-le-Château (Verwaltungssitz) | 02018                 | 9,49         | 1.931                            |
| Faucoucourt                        | 02301                 | 7,35         | .0294                            |
| Lizy                               | 02434                 | 3,73         | .0285                            |